# Mi día de suerte/Un Call
«Mi día de suerte/Un Call» son las canciones de los cantantes puertorriqueños Ñejo & Dálmata. Se lanzaron el 22 de julio de 2008 como segundo y tercer sencillo (respectivamente) del disco Broke & Famous. después se le haría el remix de Un Call con Jowell, Yomo, Falo y Chyno Nyno.

## Antecedentes
En una entrevista del 2018 con Chente, el cantante Ñejo explicó que el nombre del disco tenía un doble sentido debido a que en el título alegaban ser millonarios y famosos, pero a pesar de que para ese tiempo ya eran conocidos, para la promoción del álbum no tuvieron mucho dinero que invertir y según el estaban jodidos, por eso, se optó por un video compartido para menos gastos.

## Video musical
Contó con un video musical compartido donde en la primera parte aparece el cantante Dálmata con la canción «Mi día de suerte» y en la segunda parte del video aparece el cantante Ñejo interpretando y cerrando con la canción «Un Call».